# Sitana ponticeriana
El lagarto ventilador de colores o lagarto abanico de colores (Sitana ponticeriana) es una especie de la familia de los agámidos y del género Sitana.
Es propia del sur de Asia.
Para huir, a veces emplea la locomoción bípeda.

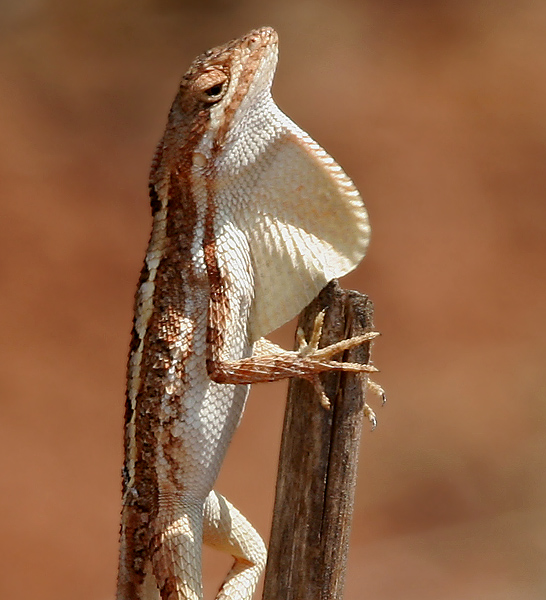
Ejemplar de Hyderabad (India).

## Morfología
El dorso es de color marrón, con pintas en forma de rombo más oscuras dispuestas a lo largo de la región espinal, y surcadas por una fina franja clara; la pinta más oscura de todas es la situada a la altura de la cruz. A cada lado de la serie de pintas, hay una franja blanquecina.
En la estación reproductiva, presenta un saco gular de coloración azul, negra y roja. Fuera de esa estación, el saco está menos desarrollado, y, en la mayoría de los ejemplares, no tiene esa coloración. A veces, sólo es de color blanco.
Las patas delanteras son más bien cortas. Tanto éstas como las traseras son finas y con dedos largos provistos de garras. 
La longitud de las patas varía mucho de unos ejemplares a otros, sobre todo la correspondiente a las traseras. Si se coloca un ejemplar adulto en postura supina y se extiende la pata delantera en dirección a la cloaca, se comprueba que no llega hasta ella. Colocados unos ejemplares en postura prona, la pata trasera no llega hasta la región orbital; en el caso de otros, sí llega; y en el de otros, llega hasta la narina, o incluso mucho más allá. El muslo trasero es bastante más corto que el pie de la misma pata, considerado el pie desde el talón hasta la punta del dedo más largo. La longitud del pie es de aproximadamente tres cuartas partes de la distancia entre el hombro y la articulación de la cadera.
La cola es redondeada, de una longitud desde 3/2 hasta el doble de la correspondiente a la cabeza más el tronco, y está cubierta de escamas uniformemente puntiagudas.
S. ponticeriana puede alcanzar los 20 cm de longitud; la mayor parte de ella corresponde a la cola: unos 5/8. El tamaño total varía de unas poblaciones a otras. Desde el hocico hasta la cloaca, mide de 76 a 127 mm. 
Las escamas superiores de la cabeza son pequeñas y de quillas agudas. Las dorsales son mayores que las ventrales, y también son de quillas agudas y forman franjas derechas longitudinales. Las costales son pequeñas y uniformes, o bien con algunas hipertrofiadas intercaladas. Las de las patas delanteras son muy agudas.
M. A. Smith considera dos formas principales de S. ponticeriana en cuanto a tamaño, de las que las otras serían intermedias:
- Una forma grande, de 70 a 80 mm desde el hocico hasta la cloaca, con una cola de 2/3 al doble de longitud que la correspondiente a la cabeza más el tronco, sin que la extremidad inferior llegue más allá del hocico; las escamas laterales son homogéneas; no presenta escamas hipertrofiadas en la región occipital. Esta forma parece circunscrita a la zona de Bombay, y podría corresponder a S. ponticeriana deccanensis Jerdon.

- Una forma pequeña, de 40 a 50 mm desde el hocico hasta la cloaca, con una cola del doble al triple de longitud que la correspondiente a la cabeza más el tronco; la pata trasera llega hasta más allá del hocico; presenta algunas escamas hipertrofiadas intercaladas en las regiones lateral y occipital. Esta forma se extiende por el resto de la India y por Ceilán. El tipo nomenclatural corresponde a Puducherry, de manera que S. ponticeriana minor Günther, de Madrás, es su sinónimo.[4]

## Biología
J. Ebanasar ha estudiado la histomorfología de la glándula tiroidea de S. ponticeriana y su función en ejemplares juveniles y en adultos de los dos sexos; en el caso de las hembras, en diferentes estadios de maduración ovárica.
También señala el ovoviviparismo presentado por hembras de las zonas de Madurai y Virudhunagar (Tamil Nadu).

## Distribución
La zona de distribución de esta especie comprende Ceilán más la India desde el Cabo Comorin hasta el pie de los Himalayas, ya en el Nepal, y desde el occidente de Bengala hasta Kutch y el Punjab.
Según Daniel, no ha sido citada en la India oriental allende el Ganges.
Schleich y Kästle no la incorporan en su lista de reptiles del Nepal, y señalan que se trata de una especie « hallada solamente en la India ».
Según comunicación personal de Raju V. Vyas citada en el sitio de la Lista Roja de la UICN, tal vez habite en parte del Pakistán, si bien su presencia en el Nepal se puede considerar incierta en el mejor de los casos.

## Hábitat y ecología
En principio es de vida terrestre, pero se puede encontrar en los árboles.
Habita en zonas costeras moderadamente húmedas de matorral, de arenal y de roquedo, y en espacios abiertos de bosque y matorral secos.
En Ceilán, está confinada en los terrenos cálidos de baja altitud, y es más abundante en las zonas costeras más secas. Manamendra-Arachchi y Liyanage consideran que esta especie es « capaz de adaptarse a entornos antropizados como bosques secundarios, plantaciones, etc.»

## Estado de conservación
Manamendra-Arachchi y Liyanage consideraron en 1994 que esta especie no estaba en peligro.
Su estado de conservación se considera de preocupación menor por tener una zona de distribución muy amplia, por ser muy abundante y por presentar, al menos aparentemente, tolerancia a los medios antropizados.
Se considera que no hay amenazas importantes para la conservación de esta especie.
No se han tomado medidas para su conservación. No obstante, parte de su distribución coincide con áreas protegidas.